# Perry McCarthy

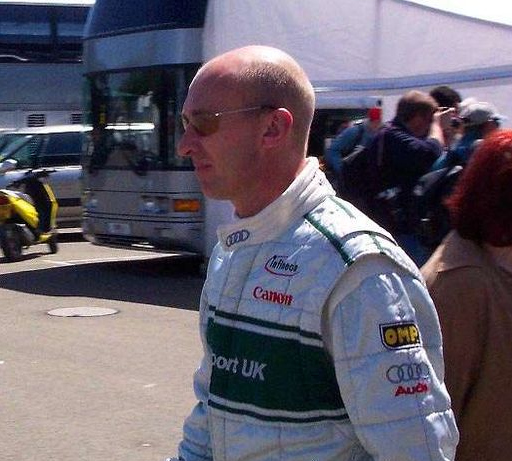
Perry McCarthy 2003 in Le Mans

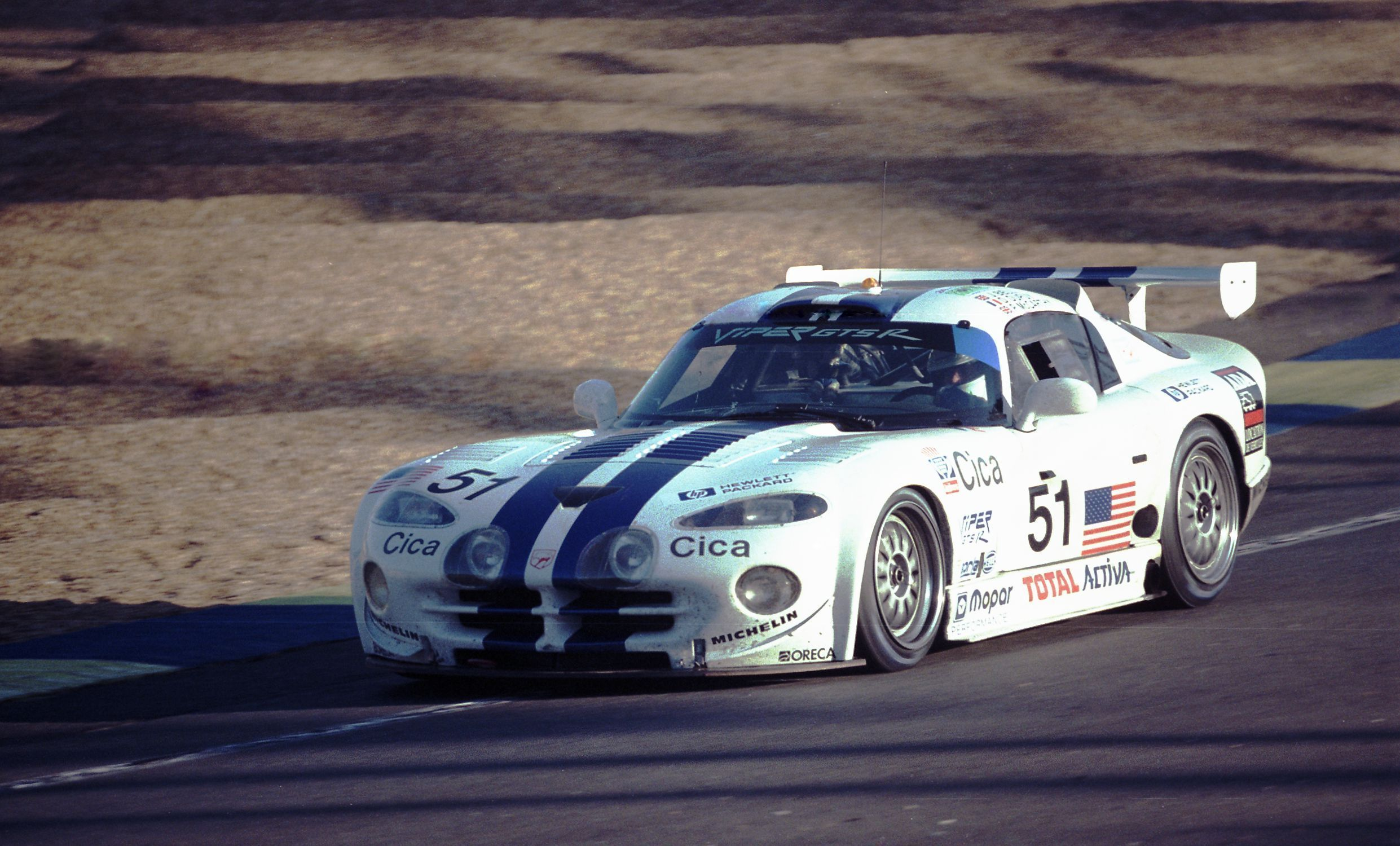
Perry McCarthy im Chrysler Viper GTS-R beim 24-Stunden-Rennen von Le Mans 1996

Perry Edward McCarthy (* 3. März 1961 in London, Vereinigtes Königreich) ist ein ehemaliger britischer Autorennfahrer, der 1991 und 1992 in der Formel 1 tätig war.

## Karriere
1991 war McCarthy Testfahrer von Footwork Grand Prix International. Für die Saison 1992 war er für das Team Andrea Moda Formula gemeldet, konnte sich aber für kein Rennen qualifizieren und wurde in der Zeit weitgehend zwischen den Regeln der Formel 1 zerrieben. Das Team hatte mit Alex Caffi und Enrico Bertaggia die Saison begonnen, wobei Andrea Moda noch vor dem ersten Rennen zunächst wegen einer bis heute umstrittenen Entscheidung über die Einschätzung als neues Team ausgeschlossen wurde; die Teamleitung sah Andrea Moda Formula als Nachfolger von Coloni, von denen man auch die Autos übernommen hatte, an. Nach dem Neustart mit von Simtek einst für BMW entwickelten Autos wurden Roberto Moreno und eben Perry McCarthy verpflichtet.
Während Moreno oft von der Technik gebremst wurde, konnte McCarthy zum ersten Rennen nicht antreten, da ihm der Start wegen einer fehlenden Rennlizenz verweigert wurde. Ein erneuter Fahrerwechsel war zu dieser Zeit nicht mehr möglich – ein Team durfte nur zwei Fahrerwechsel pro Saison vornehmen –, also musste McCarthy, der später dann doch eine Rennlizenz bekam, im Team bleiben. Das Auto von McCarthy diente in der Saison eher als Ersatzauto für Moreno als für ihn selbst, so dass er nie eine Gelegenheit bekam, auch nur in der Vorqualifikation ernsthaft anzutreten. Allerdings waren auch die Erfolge von Moreno begrenzt: Nur ein Mal – in Monte Carlo – konnte er sich für ein Rennen qualifizieren; dabei fiel er nach elf Runden an letzter Stelle liegend aus.
Das Team Andrea Moda war zum Großen Preis von Belgien wegen einer Verhaftung des Teamchefs endgültig von der Formel-1-WM ausgeschlossen, womit auch Perry McCarthys Formel-1-Karriere endete. In der Folgezeit trat er mehrfach in Le Mans an. Rennen mit Einsitzern bestritt McCarthy nur noch sehr selten; 1996 etwa ging er bei einigen Läufen der Britischen Formel-3000-Meisterschaft an den Start.
Von 2002 bis 2003 schlüpfte der Rennfahrer Perry McCarthy in die Rolle des Testfahrers Stig in der Fernsehserie Top Gear.

## Statistik

### Statistik in der Formel-1-Weltmeisterschaft

#### Gesamtübersicht
| Saison | Team        | Chassis          | Motor        | Rennen | Siege | Zweiter | Dritter | Poles | schn. Runden | Punkte | WM-Pos. |
| ------ | ----------- | ---------------- | ------------ | ------ | ----- | ------- | ------- | ----- | ------------ | ------ | ------- |
| 1992   | Andrea Moda | Andrea Moda S921 | Judd 3.5 V10 | 0      | –     | –       | –       | –     | –            | –      | –       |

#### Einzelergebnisse
| Saison | 1 | 2 | 3    | 4    | 5    | 6 | 7 | 8    | 9  | 10   | 11  | 12 | 13 | 14 | 15 | 16 |
| ------ | - | - | ---- | ---- | ---- | - | - | ---- | -- | ---- | --- | -- | -- | -- | -- | -- |
| 1992   |   |   |      |      |      |   |   |      |    |      |     |    |    |    |    |    |
|        |   |   | DNPQ | DNPQ | DNPQ |   |   | DNPQ | EX | DNPQ | DNQ |    |    |    |    |    |

| Legende  | Legende            | Legende                                                          |
| Farbe    | Abkürzung          | Bedeutung                                                        |
| -------- | ------------------ | ---------------------------------------------------------------- |
| Gold     | –                  | Sieg                                                             |
| Silber   | –                  | 2. Platz                                                         |
| Bronze   | –                  | 3. Platz                                                         |
| Grün     | –                  | Platzierung in den Punkten                                       |
| Blau     | –                  | Klassifiziert außerhalb der Punkteränge                          |
| Violett  | DNF                | Rennen nicht beendet (did not finish)                            |
| Violett  | NC                 | nicht klassifiziert (not classified)                             |
| Rot      | DNQ                | nicht qualifiziert (did not qualify)                             |
| Rot      | DNPQ               | in Vorqualifikation gescheitert (did not pre-qualify)            |
| Schwarz  | DSQ                | disqualifiziert (disqualified)                                   |
| Weiß     | DNS                | nicht am Start (did not start)                                   |
| Weiß     | WD                 | zurückgezogen (withdrawn)                                        |
| Hellblau | PO                 | nur am Training teilgenommen (practiced only)                    |
| Hellblau | TD                 | Freitags-Testfahrer (test driver)                                |
| ohne     | DNP                | nicht am Training teilgenommen (did not practice)                |
| ohne     | INJ                | verletzt oder krank (injured)                                    |
| ohne     | EX                 | ausgeschlossen (excluded)                                        |
| ohne     | DNA                | nicht erschienen (did not arrive)                                |
| ohne     | C                  | Rennen abgesagt (cancelled)                                      |
| ohne     | keine WM-Teilnahme |                                                                  |
| sonstige | P/fett             | Pole-Position                                                    |
| sonstige | 1/2/3/4/5/6/7/8    | Punktplatzierung im Sprint-/Qualifikationsrennen                 |
| sonstige | SR/kursiv          | Schnellste Rennrunde                                             |
| sonstige | *                  | nicht im Ziel, aufgrund der zurückgelegten Distanz aber gewertet |
| sonstige | ()                 | Streichresultate                                                 |
| sonstige | unterstrichen      | Führender in der Gesamtwertung                                   |

### Le-Mans-Ergebnisse
| Jahr | Team                     | Fahrzeug               | Teamkollege     | Teamkollege     | Platzierung | Ausfallgrund |
| ---- | ------------------------ | ---------------------- | --------------- | --------------- | ----------- | ------------ |
| 1996 | Société Viper Team ORECA | Chrysler Viper GTS-R   | Dominique Dupuy | Justin Bell     | Ausfall     | Motorschaden |
| 1997 | David Price Racing       | Panoz Esperante GTR-1  | David Brabham   | Doc Bundy       | Ausfall     | Wagenbrand   |
| 1999 | Audi Sport UK            | Audi R8C               | Andy Wallace    | James Weaver    | Ausfall     | Motorschaden |
| 2002 | Team DAMS                | Panoz LMP-1 Roadster-S | Marc Duez       | Jérôme Policand | Ausfall     | Hauptwelle   |
| 2003 | Audi Sport UK            | Audi R8                | Frank Biela     | Mika Salo       | Ausfall     | Benzinpumpe  |

### Sebring-Ergebnisse
| Jahr | Team                  | Fahrzeug      | Teamkollege    | Teamkollege | Platzierung | Ausfallgrund    |
| ---- | --------------------- | ------------- | -------------- | ----------- | ----------- | --------------- |
| 1992 | Tom Milner Racing     | Intrepid RM-1 | Les Delano     |             | Ausfall     | Getriebeschaden |
| 1999 | Audi Sport Team Joest | Audi R8R      | Emanuele Pirro | Frank Biela | Rang 5      |                 |
| 2003 | Audi Sport UK         | Audi R8       | Mika Salo      | Jonny Kane  | Rang 6      |                 |

### Einzelergebnisse in der Sportwagen-Weltmeisterschaft
| Saison | Team         | Rennwagen   | 1   | 2   | 3   | 4   | 5   | 6   | 7   | 8   | 9   |
| ------ | ------------ | ----------- | --- | --- | --- | --- | --- | --- | --- | --- | --- |
| 1990   | Lloyd Racing | Porsche 962 | SUZ | MON | SIL | SPA | DIJ | NÜR | DON | MOT | MEX |
| 1990   | Lloyd Racing | Porsche 962 |     |     |     |     |     | DNF |     |     |     |